# Władysława Łowicka
Władysława Łowicka ps. „Teresa” (ur. w 1899 w Kalejczycach w woj. białostockim, zm. 29 maja 1943 w Warszawie) – porucznik, łączniczka ZWZ–AK, członkini Związku Legionistek Polskich.

## Życiorys
Początkowo miejscem zamieszkania Władysławy Łowickiej był Kraków, a następnie do 1920 Petersburg, w którym ukończyła szkołę średnią. Zamieszkała w Warszawie po przyjeździe do Polski. Członkini Związku Legionistek Polskich oraz urzędniczka Powszechnego Zakładu Ubezpieczeń Wzajemnych. W konspiracji była łączniczką w komórce sabotażu gospodarczego Związku Odwetu, a później Kedywu KG ZWZ-AK. 17 kwietnia 1943 aresztowana, na skutek donosu. W jej biurku podczas rewizji w biurze znaleziono dowody działalności sabotażowej. Także jej siostra Maria Grafczyńska została aresztowano. Była więziona na Pawiaku w izolatce, a badana i bita w al. Szucha. Nic nie ujawniła podczas śledztwa i została rozstrzelana w ruinach getta, a jej symboliczny grób znajduje się na cmentarzu w Sufczynie w gminie Kołbiel.

## Ordery i odznaczenia
- Krzyż Srebrny Orderu Virtuti Militari – od AK 11 listopada 1943 pośmiertnie[2][1][3]
- Medal Wojska[3]
- Krzyż Armii Krajowej[3]